# Selina
Selina  è un nome proprio di persona inglese femminile.

## Origine e diffusione
L'origine non è del tutto certa; potrebbe essere una variante tanto di Selene quanto di Celina. Il suo uso cominciò nel XVII secolo.

## Onomastico
Il nome è adespota, ovvero non è portato da alcuna santa. L'onomastico ricorre pertanto il 1º novembre, festa di Ognissanti, ma si può festeggiarlo anche lo stesso giorno di Selene o Celina.

## Persone

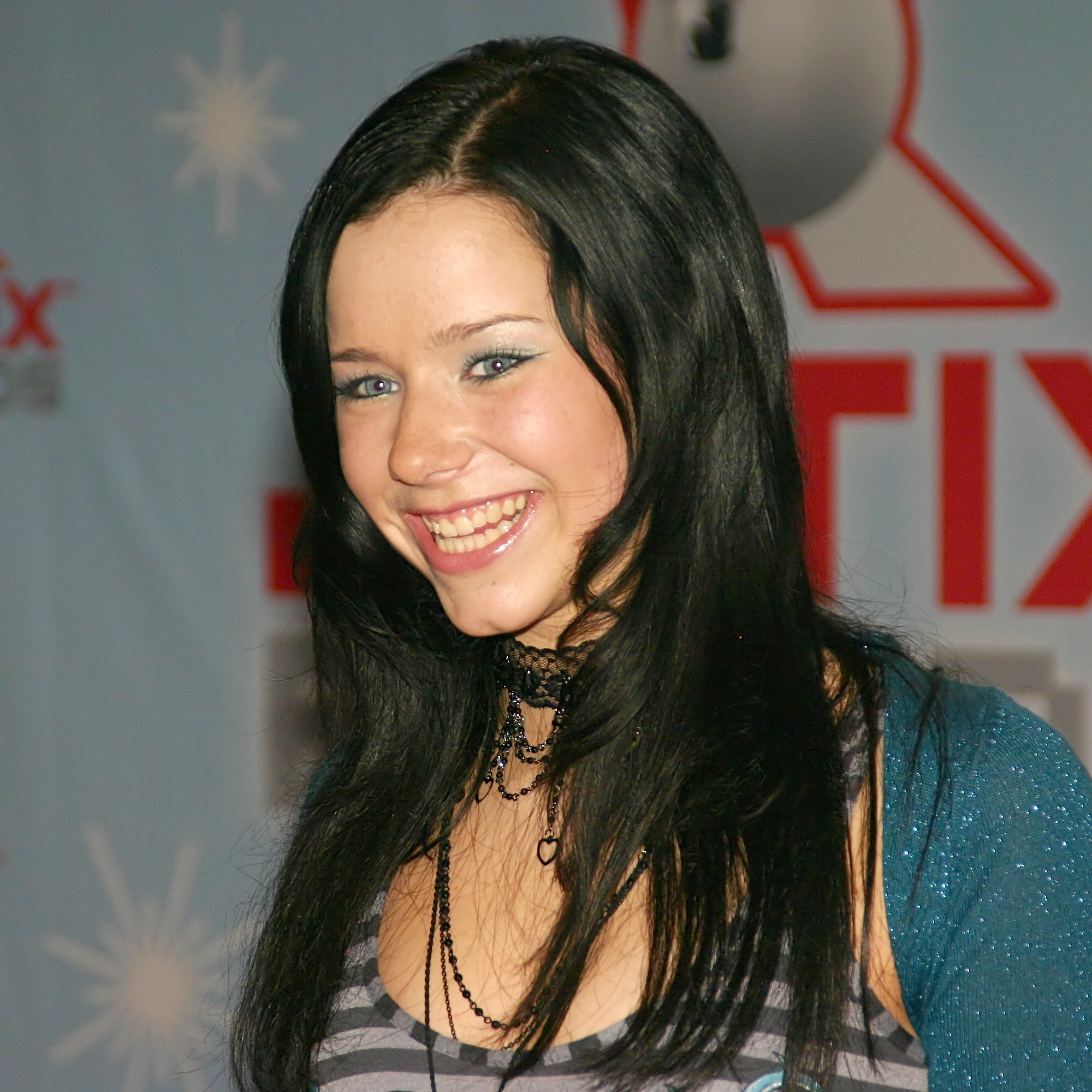
Selina Shirin Müller

- Selina Barsosio, vero nome di Sally Barsosio, atleta keniota
- Selina Chönz, scrittrice svizzera
- Selina Heregger, sciatrice alpina austriaca
- Selina Shirin Müller, cantante e attrice tedesca
- Selina Ren, cantante e attrice taiwanese
- Anna Selina Storace, soprano inglese

## Il nome nelle arti
- Selina è un personaggio della serie televisiva Xena - Principessa guerriera.
- Selina è un personaggio del film del 1956 Nel duemila non sorge il sole, diretto da Michael Anderson.
- Selina è un personaggio del film del 1964 La valle dell'eco tonante, diretto da Tanio Boccia.
- Selina è un personaggio del film del 1984 Supergirl - La ragazza d'acciaio, diretto da Jeannot Szwarc.
- Selina è un personaggio del film del 1991 New Jack City, diretto da Mario Van Peebles.
- Selina è un personaggio della serie animata Winx Club.
- Selina D'Arcy è un personaggio del film del 1965 Incontro al Central Park, diretto da Guy Green.
- Selina Fong è un personaggio del film del 1985 Police Story, diretto da Jackie Chan.
- Selina Hazy è un personaggio del romanzo di Agatha Christie Miss Marple al Bertram Hotel.
- Selina Kyle, più nota come Catwoman, è un personaggio dei fumetti DC Comics.
- Selina McCulla è un personaggio della soap opera Aspettando il domani.
- Selina Meyer è un personaggio della serie televisiva Veep - Vicepresidente incompetente.
- Selina Peake De Jong è un personaggio del film del 1932 So Big!, diretto da William A. Wellman.